# География
География (от старогръцки: γαία, земя и γράφω, графо, пиша) или остарелите думи землеописание, земеописание е наука, изучаваща пространственото разположение и измененията на природно-териториалните комплекси на планетата Земя. В буквален смисъл география може да се преведе като „описание на Земята“. Първият човек, употребил думата „география“, е древногръцкият учен Ератостен (276 – 194 г. пр.н.е.).
Обект на изучаване на географията са законите и закономерностите на разположението и взаимодействието на компонентите на географската среда и техните съчетания на различни нива. Сложността на обекта на изследване и обхвата на предметната област обуславят диференциацията на единната географска наука на редица специализирани дисциплини, формиращи системата на географските науки. В нея се разграничават естествени (физикогеографски) и социално-географски науки (социално-икономически) географски науки. Понякога картографията се класифицира като отделна географска дисциплина.
Географията е една от най-старите науки. Голяма част от основите ѝ са положени през елинистическата епоха. През 1 век пр.н.е. опитът дотогава е обобщен от географ Птолемей. Разцветът на западната географска традиция настъпва по времето на Ренесанса, когато се преосмислят късноелинистическите постижения и се постига значителен напредък в картографията, който обикновено се свързва с името Герхард Меркатор. През първата половина на 19 век, Александър фон Хумболт и Карл Ритер полагат основите на съвременната академична география.

## Възникване и история
Географията е древна наука и възниква едновременно като природна и обществена наука. Възниква е в зората на човешкото общество, когато хората започват да изучават заобикалящите ги обекти от природната среда и да си обясняват процесите и явленията в нея. Преселението на народите, войните и търговията разширяват познанията на хората за околния свят, изграждат умения за ориентиране по Слънцето, Луната и звездите. Зависимостта на земеделието и скотовъдството от разливите на реките и други периодични природни явления водят до появата на календара. Още през 2-рото хилядолетие пр.н.е. в Древен Египет се провеждат експедиции до централна Африка, по Средиземно и Червено море.

### Античност
През 3-то и 2-рото хилядолетие пр.н.е. представители на харапската цивилизация (на територията на съвременен Пакистан) откриват мусоните. Елементи на географията се съдържат и в свещените древноиндийски книги: цяла глава във ведите е посветена на космологията, в „Махабхарата“ може да се намери списък на океани, планини и реки. Още през 9 – 8 век пр.н.е. в древен Китай, при избора на място за изграждане на крепости, се съставят карти на подходящите за това места.
Първите географски съчинения са създадени в Древна Гърция. За „баща на географията“ се смята александрийският учен Ератостен. През 3 век пр.н.е. той написва книгата „География“. През 1 век пр.н.е. важно място заемат трудовете на Страбон. Клавдий Птолемей успява да установи емпирично ъгъла на географския меридиан, чрез прословутия му опит при кладенците на Сиена, където установява, че по време на лятното слънцестоене Слънцето се „оглежда“ в кладенците. През 3 век пр.н.е. и в Китай се появяват съчинения, посветени изцяло на географията, компаса и устройствата за измерване на разстояния, както и „Регионален атлас“ на Китай.
Предсократичната философска традиция по това време поражда немалко предпоставки за появата на географията. Древните описания на Земята са наричани от гърците „периоди“ (περίοδοι), тоест „обикаляния, обиколки“, като името се прилага по еднакъв начин за карти и описания. Те често се използват вместо названието „география“ – така например Ариан нарича с това име общата география на Ератостен. По същото време се употребяват и названията „перипъл“ (περίπλος) – в смисъл на морски обиколки и пътешествия, описващи брегове, и „периегез“ (περιήγησις) – в смисъл на пътешествие по суша или пътеводител. Страбон противопоставя периплите с тяхното изброяване на пристанища, като едностранно описание на мореправателите, несъбиращи сведения за страните, отдалечени от бреговете, на „периегетите“, съдържащи в себе си подробно описание на страните, и на такива географски трудове, като този на Ератостен, имащи за задача астрономическо-математическото определяне на земното кълбо, както и вида и разпределението на „обитаемата земя“ (ήοίκουμένη) по повърхността му. Страбон дава названието „периегети“ и на части от собствените си съчинения, подробно описващи известните тогава страни, смесвайки понякога обаче понятията „периегез“ и „перипъл“, докато други автори ясно ги разграничават. Някои от по-късните автори употребяват „периегез“ даже в смисъл на нагледно представяне на цялата обитаема земя. Има данни, че „периодите“ или „периплите“ (наред с документи или грамоти за основаване на градове, „ктизисите“) са първите гръцки ръкописи и първите опити за прилагане на заимстваното от финикийците писмено изкуство.
Авторите на географски „обиколки“ са наричани „логографи“ – те са първите гръцки писатели-прозаици и предшественици на гръцките историци. Херодот ползва много от трудовете им при съставянето на своята история. Малка част от тези „обиколки“ са оцелели до съвременността, и то предимно от по-късните времена: някои от тях, като „Перипъл на Еритрейското море“ (1 век) или „Перипъл на Черно море“ – Ариан (2 век), са важни източници за древната география. Формата на перипъла се използва и в по-късно време за описания на „обитаемата земя“, в смисъл на извършване на мислена, въображаема обиколка около нея. Такъв характер имат например географията на Помпоний Мела (1 век) и други трудове.
Името „обиколка“ в дадения случай е още по-подходящо, тъй като древните представи на гърците за Земята са свързани с идеята за кръг. Те са предизвикани по естедтвен начин от извитата линия на видимия хоризонт, срещат се още при Омир, при когото само имат тази особеност, че земният диск е заобиколен от реката „Океан“, зад която се намира тайнственото царство на сенките. Океанът-река скоро отстъпва място на океана-море в смисъла на външно море, зоабикалящо в кръг обитаемата земя, но понятието за Земята като плосък кръг продължава да съществува дълго време, поне в народните представи, и се възражда с нова сила през Средновековието. Макар че още Херодот се подиграва на тези, които си представят Земята като правилен диск, изработен като от изкусен дърводелец, и счита за недоказано, че обитаемата земя е заобиколена от всички страни от океан, представата, че Земята е кръгла плоскост, носеща върху себе си във вид на кръгъл остров „обитаемата земя“, господства в периода на древната йоническа школа. Това намира израз в картите на Земята, които също са правени кръгли и първата от които се приписва обикновено на Анаксимандър. Има известия и за кръгла карта на Аристагор Милетски, съвременник на Хекатей, изработена върху мед и изобразяваща море, земя и реки. От свидетелствата на Херодот и Аристотел може да се заключи, че на най-ранните карти населената земя е изобразявана като кръг и заобиколена от океан. От запад, от Херкулесовите стълбове, средата на Ойкумена е прорязана от вътрешно (Средиземно) море, към което от източния край се доближава друго, източно вътрешно море. Двете морета служат за отделяне на южния полукръг на Земята от северния. Кръглите плоски карти се използват в Гърция още по времето на Аристотел и по-късно, когато сферичността на Земята е призната вече от почти всички философи.
Анаксимандър предполага, че Земята има форма на цилиндър, и прави революционното предположение, че на другата страна на „цилиндъра“ също така трябва да живеят хора. Той пише и отделни географски съчинения.
В периода 4 век пр.н.е. – 5 век античните учени се опитват да създадат теория за произхода и устройството на света, като изобразяват известните им страни под формата на графики. Резултатите от това са умозаключителната представа за Земята като сфера (Аристотел), създаването на карти и планове, определенянето на географските координати, въвеждането в употреба на паралелите и меридианите, картографските проекции. Кратет от Малос, философ-стоик, изучава устройството на земното кълбо и създава негов модел – глобус. Също така той предполага как би трябвало до си съотнасят атмосферните условия в северното и южното полукълбо.
Осемте тома на „География“ на Клавдий Птолемей съдържат сведения за над 8 000 географски имена и координатите на почти 400 точки. Ератостен първи измерва дъгата на меридиана и оценява размера на Земята. На него принадлежи и самият термин „география“ (земеописание). Страбон е родоначалника на географското изследване, геоморфологията и палеогеографията. В трудовете на Аристотел са заложени основите на хидрологията, метеорологията, океанологията и започва разделянето на географските науки.

### Средновековие
През средновековието, падането на Римската империя довежда до промяна в развитието на географията и центърът от Европа се премества към ислямския свят. До средата на 15 век откритията на древните гърци са забравени. Мюсюлмански географи като Мохамед Ал-Идриси произвеждат детайлни карти на света, докато други географи като Авицена, Ал-Бируни, Ибн Батута и Ибн Халдун предоставят подробни отчети за своите пътувания и географията на посетени от тях региони. Арабските мореплаватели предприемат смели пътешествия из Индийски океан и достигат бреговете на Мадагаскар, Южна Африка, Малайския архипелаг и други отдалечени точки на Земята.
По време на тъмните векове в Европа не се получават почти никакви нови сведения за света, ако не се смята Марко Поло, който открива Източна Азия за Европа. Изключение правят викингите на север, които успяват да открият нови земи и да колонизират част от тях – Фарьорски острови, Исландия, Гренландия. Намерените руини от техни поселения на остров Нюфаундленд в днешна Канада доказват, че първите европейци, достигнали Америка, не са моряците от експедицията на Христофор Колумб, а именно викингите. Новгородците достигат Шпицберген и устието на Об.

### Велики географски открития
Политическото и икономическото съперничество между Испания и Португалия от 15 век поставя на дневен ред въпросите за организирането и осъществяването на експедиции, които да открият нови пътища за богатите пазари на изток и за колонизирането на нови територии. Като първа стъпка в тази борба се смята откриването и заселването от португалците на остров Мадейра и Азорските острови. Вашку да Гама и Бартоломео Диаш организират експедиции по бреговете на Африка. Испания се включва в борбата за икономическа мощ като организира експедицията на Христофор Колумб, имаща за цел откриването на западен път към Индия. Той достига бреговете на Америка през декември 1492 г. Този момент става една от повратните точки в развитието на човечеството. Географската наука вече разполага с нов фундаментален факт. Открит е нов континент и всякакви виждания за край на света са отхвърлени. Вижданията за плоска форма на Земята обаче са напълно отхвърлени едва след експедицията на Фернандо Магелан – първото околосветско пътешествие, започнало през 1519 и завършило през 1522 година. Тази експедиция е съставена от 5 кораба и 265 моряци. Магелан дава и името на Тихия океан – наречен така, защото докато плава през него, водите му са много спокойни. Испания и Португалия започват борба за колонизация, като по този начин нуждата от географски знания става по-голяма. Организират се нарочни експедиции, които имат за цел изучаването на новооткритите земи и обясняването на непознати явления в природата. Скоро към този процес се включват Франция, Англия и Холандия.
През 15 и 16 век настъпва разцвет на географията на фона на всеобщия подем на културата и науката. Географията става важна наука, обогатяват се сведенията за природата и населението на почти цялата суша, започва да се дели на обща и частна. На картата на Меркатор са показани реалните очертания на континентите, а на картата на Леонардо да Винчи – и хипотетичния Южен континент.
През 17 – 18 век голямо значение придобиват фиксирането, картографирането и обобщението на придобитите знания. При търсенето на Южния материк са открити Австралия (Вилем Янсзон) и островите на Океания. Други значителни морски пътешествия през този период извършват Америго Веспучи и Джеймс Кук, който води три околосветски експедиции, откривайки Хаваите и Големия бариерен риф. Руските пътешественици изследват Сибир и Далечния изток.

### Географията в ново време
В края на 18 и 19 век географията става академична наука, която се изучава в най-елитните университети в света. Известни остават теоретичните обосновки за Физическата география на Имануел Кант, който е водил тази дисциплина в университета в Кьонигсберг. За нуждите на теоретичната обосновка на географската наука са организирани редица научни експедиции в Америка, Азия, Африка и Австралия. Най-известни сред тях може би са тези, в които е участвал Чарлз Дарвин на кораба Бигъл, където формулира своята еволюционна теория.
Значителните териториални открития се съчетават със задълбочени теоретични обобщения, откриването на географски закономерности (Хумболт, Карл Ритер, Жан-Жак Реклю, Тюнен). Географията не е вече ограничена до описанието на факти, но и се опитва да им даде обяснение. Провеждат се задълбочени географски изследвания и се създават научни географски дружества. Известни са пътуванията на Александър фон Хумболт в Южна Америка, където освен студеното Хумболтово течение, той открива бифуркацията на реката Касикаяре в Гвианската планинска земя. Други известни пътешествия са тези на Лаперуз, Дюмон д`Юрвил и Ливингстън. В началото на 20 век са достигнати двата земни полюса – Робърт Пири (1909 г.) достига Северния полюс, а норвежецът Руал Амундсен – Южния полюс. По-късно започва детайлното изследване на Антарктида и Арктика – построяват се много целогодишно действащи научни станции. Първите са руски и американски. Днес изследвания в Антарктида провеждат учени от много страни. През 1970 г. на Антарктида стъпва и българинът Васил Захариев, а в наши дни е изградена и българска антарктическа станция на остров Ливингстън.
От средата на 20 век настъпват значителни изменения в развитието на географията. От наука занимаваща се с описание, сравнение и класифициране на факти, тя еволюира в наука, прогнозираща изменението и развитието на природните и социално-икономическите териториални системи. Съвременният облик на географската наука е силно повлиян и обвързан с използването на географските информационни системи (ГИС) и дистанционните методи на изследване.

## География в България
Географски данни за българите и техните земи съществуват още от времето на Дунавска България, предимно от византийски автори. Българската география като научна дисциплина възниква след Освобождението и отразява нивото на географското познание в европейските страни по това време.
Първият български учебник по география е издаден през 1835 г. в Крагуевац, а вторият в Смирна през 1843 г. от Константин Фотинов. До Освобождението излизат и други български учебници по география, сред които три издадени от д-р Иван Богоров.
Александър Хаджи Росет издава в Страсбург през 1843 г. първата българска географска карта. Първата българска географска карта, която е отпечатана в българските земи е дело на Димитър Ангелидеф и излиза в Пловдив през 1862 г. През 40-те години на XIX век е изработен от Неофит Рилски и първият български глобус.
До Освобождението информация за природата, населението и стопанството на българските земи и градове е публикувана и от много чужди автори, предимно европейски учени и пътешественици. През 1898 г. е създадена първата катедра „География и етнография“ към историко-юридическия факултет на Софийското висше училище, днес Софийски университет. Тя се оглавява от доцент по география и обща етнография Анастас Иширков, считан за патриарх на българската географска наука. През 1906 г. Иширков основава Географски институт при Софийския университет, а през 1918 г. – Българско географско дружество. Почти всички известни български учени-географи от този период са ученици на Анастас Иширков. Друг известен географ от този период е Жеко Радев. Неговите приноси са в картографията и геоморфологията.
Българската география по времето на Народна република България под влиянието на съветската географска школа се съсредоточава основно върху физическата география, по-специално геоморфологията, метерологията, климатологията и хидрологията. Едва през 70-те и най-вече през 80-те години на 20 век излизат нови оригинални изследвания в областта на географията.

## Структура на географската наука
В географията са обособени два основни клона – физическа (природна) география и социално-икономическа (хуманитарна, обществена) география. Част от системата на географските науки, но извън двата основни клона са и направленията Теоретична география, Картография, Математическа география. Картографията е и същевременно научен метод на географията.

### Физическа география
Физическата или природната география изучава системата от взаимодействия, процеси и явления в природната среда на планетата Земя – атмосфера, хидросфера, биосфера и литосфера и възможностите за рационалното ѝ използване. Предметът на физическата география се състои в разбирането и обясняването на физическите закономерности, характерни за Земята, както и проявленията на времето, флората и фауната. Към физикогеографските науки спадат:
- Геоморфология
- Глациология
- Криолитология
- Климатология
- Хидрология
  - Океанология
- География на почвите и Почвознание
- Биогеография
- Ландшафтознание
- Палеогеография
  - Палеоклиматология

### Социално-икономическа география
Социално-икономическата география се занимава със системата от взаимодействия, процеси и явления, породени от човешката дейност в контекста на географското пространство, а също с антроположките, политическите, културните, социалните и икономическите аспекти на планетата Земя и нейните региони. Този дял на географията няма връзка с природната среда директно освен направленията, свързани с опазването на природата, които са мост между двата основни клона на географската наука. Разделя се на множество отделни направления:
- Икономическа география (Геоикономика)
  - География на промишлеността
  - География на селското стопанство
  - География на транспорта
  - География на туризма
- Социална география
  - Антропография
  - География на населението и Демография
  - География на селищата
  - Медицинска география
- Политическа география
- Културна география
- Историческа география

### Други географски науки

#### Картография
Картография е наука за изследване, моделиране и показване на пространственото разположение, съчетание и взаимодействие на обекти, природни и социални явления. В по-широката интерпретация картографирането включва дейности и технологии на производството. То е едно от основните техники, които се използват в географията и служи като основно средство за представяне на данни в много сродни науки, като демография, икономика и други.
Картографските обекти са Земята, небесните тела, звездното небе и вселената като цяло. Най-популярните плодове на картографията са образно-знакови модели на пространството под формата на плоски карти, релефни и обемни карти и глобуси. Те могат да бъдат представени върху твърди материали като хартия и пластмаса или като изображения на видео монитор.

#### Топография
Топографията е приложна наука, изучаваща и прилагаща методите за изображение на географските и геометричните елементи от земната повърхност. На базата на снимки от космоса и въздуха се създават топографски карти или планове с изобразяване релефа чрез хоризонталите, ситуацията върху заснетата част и се изписват наименования на местности, населени места, реки, надморска височина на характерни височини. Топографията е наука заимстваща методи от картографията и геодезията и може да се счита за раздел и на двете.
Обхватът на интереси на топографията включва методите за съставянето и обновяването на топографски карти, въпроси за тяхната точност и класификация, както и извличането на разнообразна информация за района.

#### Геодезия
Едни от аспектите на геодезията са свързани с определянето на пространствените характеристики на местността, терена и изкуствени обекти. Тя се прилага за координирано обезпечаване на картографията, строителството и други области на икономическа и стопанска дейност. Според класическата дефиниция на германския геодезист Фридрих Роберт Хелмерт геодезията е наука, която се занимава с измерването и картографирането на повърхността на Земята.

## Научни методи
Съществуват множество географски методи и способи. В картографията те са способ на количествения фон и този на качествения фон, както и този на способа на линиите. При качествения фон се използват щриховки и цветове, а при количествения фон се използват различни степени от показател за количество.

### Географска информационна система
Географска информационна система (ГИС) е информационна система, състояща се от софтуер, хардуер и процедури за създаване, обработка, съхраняване, анализ и визуализация на пространствени или географски данни. Географските информационни системи се използват в различни области, като например картографията за създаване на карти, и най-вече за подпомагане на вземането на информирани решения посредством пространствено моделиране. Първите ГИС са създадени през 70-те години на 20 век в Канада.
ГИС е общ термин, който може да включва различни технологии за специфични изследвания, управление на ресурси, регионално и териториално планиране, картография и във все повече области на човешкия живот.

### Дистанционни изследвания
Дистанционните изследвания предствляват различни научни методи за събиране на данни за обекти или събития в дадена област на Земята, без пряк физически контакт с тях. Терминът обикновено се отнася до използването на въздушни сензорни технологии за откриване и изследване на обекти на Земята (на повърхността, в атмосферата и в океаните). Това най-често се осъществява чрез сигнали, излъчени от летателни апарати или спътници). Целта на наблюдението е откриване и определяне на различни видове цели – от военни действия, до измерване на замърсяването на въздуха или откриване на петролни разливи. Дистанционното наблюдение дава възможност за събиране на данни на опасни или недостъпни по друг начин райони.

### Геостатистика
Геостатистиката е дял от статистиката, който анализира, обработва и представя информация, зависеща от географското положение. За описание на пространствената корелация между наблюденията се използват 3 функции: корелограма, ковариация и полувариограма.
Понастоящем се прилага в различни дисциплини, включващи нефтена геология, хидрогеология, хидрология, метеорология, океанография, геохимия, география, горско стопанство, екологичен контрол, екология на ландшафта, науката за почвите и селското стопанство. Геостатиката се прилага в различни географски области, особено тези, които включват разпространението на болести (епидемиология), търговската практика и военното планиране (логистика) и развитието на ефективни пространствени мрежи. Геостатичните алгоритми са включени на много места, включително географските информационни системи.